# Regulador quadrático linear
A teoria do controle ótimo lida com a operação de um sistema dinâmico com um custo mínimo. A situação onde a dinâmica do sistema é descrita por um conjunto de equações diferenciais lineares e o custo é descrito por uma função quadrática, é denominada problema QL. Um dos principais resultados na teoria é que a solução é provida pelo regulador quadrático linear (RQL), um controlador de retroalimentação criado pelo matemático Rudolf Kalman em 1960, cujas equações são descritas abaixo.

## Horizonte-Infinito, RQL de Tempo Contínuo
Um sistema linear de tempo contínuo é descrito por
{\displaystyle {\dot {x}}=Ax+Bu}
com um custo funcional definido como
{\displaystyle J=\int \limits _{0}^{\infty }\left(x^{T}Qx+u^{T}Ru\right)dt}
a lei de controle de retroalimentação que minimiza o valor do custo é
{\displaystyle u=-R^{-1}B^{T}Px\,}
onde {\displaystyle P} é encontrado ao se resolver a Equação Riccati
{\displaystyle A^{T}P+PA-PBR^{-1}B^{T}P+Q=0\,}

## Horizonte-Infinito, RQL de Tempo Discreto
Um sistema linear de tempo discreto é descrito por
{\displaystyle x_{k+1}=Ax_{k}+Bu_{k}\,}
com um índice de performance definido como
{\displaystyle J=\sum \limits _{k=0}^{\infty }\left(x_{k}^{T}Qx_{k}+u_{k}^{T}Ru_{k}\right)}
a seqüência de controle ótimo minimizando o índice de performance é dado por
{\displaystyle u_{k}=-Fx_{k}\,}
onde
{\displaystyle F={\tilde {R}}^{-1}B^{T}Px_{k}\,}
{\displaystyle {\tilde {R}}=R+B^{T}PB}
e {\displaystyle P} é a solução para a equação algébrica Riccati discreta
{\displaystyle P=Q+A^{T}\left(P-PB\left(R+B^{T}PB\right)^{-1}B^{T}P\right)A}